# محمد بن طلال بن نايف الرشيد
محمد بن طلال الرشيد (1904 - 1954) هو الأمير الثاني عشر والأخير في إمارة جبل شمر في حائل. حكم من أوائل عام 1920 حتى 2 نوفمبر 1921.

## بداية حكمه
تولى محمد الحكم في حائل مطلع عام 1921، بعد لجوء الأمير عبد الله المتعب الرشيد (الحاكم الحادي عشر) إلى آل سعود، وكانت فترته تنذر بنهاية إمارة جبل شمر، فالملك عبد العزيز آل سعود جعل هدفه ضم حائل إلى أراضيه، فشدد حصاره عليها حتى أسقطها وخاض محمد الطلال وأهالي حائل وقبيلة شمر عدة معارك لكن قوات الملك عبد العزيز انتصرت وانضمت إمارة حائل إلى الدولة السعودية.

## سقوط حائل
سقطت حائل على يد الملك عبد العزيز آل سعود في 2 نوفمبر 1921 الموافق 29 صفر 1340 هـ، وانتقل الأمير محمد إلى الرياض بعد ذلك، وتزوج مساعد بن عبد العزيز آل سعود ابنته الأميرة وطفا التي أنجبت له ابنه فيصل، الذي اغتال الملك فيصل بن عبد العزيز آل سعود.

## أسرته

### أبنائه
- بندر، أمه نورة الحمود السبهان.
- طلال، أمه عبطا السلطان الحمود العبيد الرشيد.
- متعب أمه عبطا السلطان الحمود العبيد الرشيد.
- جواهر، تزوجت الملك عبد العزيز آل سعود.
- وطفا ، تزوجت الأمير مساعد بن عبد العزيز آل سعود.

### زوجاته
- عبطا السلطان الحمود العبيد الرشيد.
- لولوه الفيصل الحمود العبيد الرشيد.
- نورة الحمود السبهان السلامة السبهان.

## وفاته
اغتيل في ظروف غامضة محمد الطلال الرشيد في الرياض عام 1954 .